# Elatostema wenxienense
Elatostema wenxienense là loài thực vật có hoa trong họ Tầm ma. Loài này được W.T.Wang & W.D.Peng mô tả khoa học đầu tiên năm 1982.